# Max Bennett (album)
Pour les articles homonymes, voir Max Bennett (homonymie).
Max Bennett est un album de jazz du contrebassiste Max Bennett. 

## Enregistrement
L'album est enregistré par un septet. En réalité, celui-ci ne joue au complet que sur quatre morceaux. Quatre autres sont interprétés par un quartet constitué de la section rythmique et de Carl Fontana au trombone. Les deux derniers titres sont joués en trio, avec basse, piano et batterie.

### Musiciens
La session est enregistrée en décembre 1955 par un septet qui est composé de :
- Nick Travis (tp), Carl Fontana (tb), Charlie Mariano (as), Jack Nimitz (bs), Dave McKenna (p), Max Bennett (b), Mel Lewis (d).

### Dates et lieux
- New York, 14 décembre 1955

## Titres
| N°     | Titre                        | Compositeur                    | Durée |
| ------ | ---------------------------- | ------------------------------ | ----- |
| Face 1 |                              |                                |       |
| 1.     | Johnny Jaguar                | Lennie Niehaus                 |       |
| 2.     | My Heart Belongs to Daddy    | Cole Porter                    |       |
| 3.     | Something to Remember You By | Arthur Schwartz, Howard Dietz  |       |
| 4.     | I Hadn't Anyone 'Till You    | Ray Noble                      |       |
| 5.     | Ira of the I.R.A.            | Bob Brookmeyer                 |       |
|        |                              |                                |       |
| Face 2 |                              |                                |       |
| 6.     | Max Is the Factor            | Al Cohn                        |       |
| 7.     | Strike Up the Band           | George Gershwin, Ira Gershwin  |       |
| 8.     | 13 Toes                      | Dave McKenna                   |       |
| 9.     | Polka Dots and Moonbeans     | Jimmy Van Heusen, Johnny Burke |       |
| 10.    | Nice Work if You Can Get It  | George Gershwin, Ira Gershwin  |       |

## Discographie
- 1957, Bethlehem Records - BCP-48 (LP)

## Sources
- Joseph P. Muranyi, Liner notes de l'album Bethlehem Records, 1957.